# Deutsche Haut- und Allergiehilfe
Die Deutsche Haut- und Allergiehilfe e. V. besteht seit 1984 als eingetragener gemeinnütziger Verein. Zur Finanzierung ihres laufenden Geschäftsbetriebes nimmt die Deutsche Haut- und Allergiehilfe e. V. keine öffentlichen Mittel in Anspruch. Sie finanziert ihre Arbeit durch Spenden und die Mitgliedsbeiträge von 2100 natürlichen Personen.

## Ziele und Aktivitäten
Ziel der Vereinsarbeit ist es, Patienten mit Allergien und Hauterkrankungen ein besseres Verständnis für ihre Erkrankung, deren Hintergründe und Behandlungsmöglichkeiten zu vermitteln. Der Verein möchte dazu beitragen, den Alltag mit einer Allergie oder Hauterkrankung zu erleichtern und die medizinische Versorgungslage der Patienten zu verbessern.
Die Umsetzung dieser Ziele erfolgt durch
- Individuelle Hilfe und objektive Information
- Umfangreiches Informationsmaterial zu Hauterkrankungen und Allergien
- Aktuelle Informationen über neueste Erkenntnisse von Wissenschaft und Forschung
- Interessenvertretung der Patienten in gesundheitspolitischen Fragen
- Regelmäßige und detaillierte Informationen durch das Magazin „Haut & Allergie aktuell“
- Orientierungshilfen für Verbraucher durch Vergabe von Gütesiegeln für allergiker- bzw. hautfreundliche Produkte
- Internetpräsenz

Die Deutsche Haut- und Allergiehilfe e. V. engagiert sich bundesweit u. a. zu folgenden Themen:
- Vorbeugung, Pflege und Behandlung bei chronischem Handekzem
- Hautpflege (insbesondere für trockene und empfindliche Haut und Hautpflege bei Babys)
- Allergieprävention und Ernährung
- Neurodermitis, Basispflege und Therapie
- Allergene im Wohnumfeld reduzieren
- Haare und Nägel

## Publikationen
Mitgliederzeitschrift Haut & Allergie aktuell vierteljährlich erscheinende Mitgliederzeitschrift, die ausführlich über aktuelle Haut- und Allergiethemen informiert.
Die Deutsche Haut- und Allergiehilfe e. V. veröffentlicht kostenlose Informationsbroschüren zu den Themenkomplexen Allergien und Hauterkrankungen.

## Wissenschaftliches Kuratorium
Das wissenschaftliche Kuratorium der Deutschen Haut- und Allergiehilfe e. V. sichert die Qualität der Verbandsarbeit. Die Mitglieder des Kuratoriums stehen dem Vorstand beratend und unterstützend zur Seite. Die Experten unterschiedlicher Fachrichtungen geben Anregungen und Empfehlungen zu Initiativen und Projekten, die die Deutschen Haut- und Allergiehilfe im Interesse Betroffener und Angehöriger in Deutschland durchführt.
- E. Christophers, emeritus, Vorsitzender des Wissenschaftlichen Kuratoriums; Dermatologische Klinik Universität Kiel
- P. Altmeyer, Dermatologische Klinik Universität Bochum
- T. Bieber, Klinik und Poliklinik für Dermatologie, Rheinische Friedrich-Wilhelms-Universität Bonn
- G. Burg, Dermatologische Klinik Universität Zürich
- P. Elsner, Klinik für Hautkrankheiten, Universitätsklinikum Jena
- A. Fratila, Ärztliche Direktorin „Jungbrunnen-Klinik Dr. Fratila GmbH“, Bonn
- R. Fritz, Ehrenpräsident des Berufsverbands Deutscher Dermatologen, Dortmund
- L. Klimek, Zentrum für Rhinologie und Allergologie, Wiesbaden
- M. Maurer, Klinik für Dermatologie, Allergologie u. Venerologie, Universitätsklinikum Charité Berlin
- K. Reich, Dermatologikum Hamburg
- J. Ring, Emeritus, Klinik und Poliklinik für Dermatologie und Allergologie am Biederstein der TU München
- T. Ruzicka, Klinik und Poliklinik für Dermatologie und Allergologie der Ludwig-Maximilians-Universität München
- T. Zuberbier, Klinik für Dermatologie, Allergologie u. Venerologie, Universitätsklinikum Charité Berlin

## Qualitätssiegel
Um Verbraucher mit Hauterkrankungen und Allergien bei der Auswahl von für sie geeigneten Produkten zu unterstützen, spricht die Deutsche Haut- und Allergiehilfe e. V. Empfehlungen aus. Produkte, die mit dem DHA-Logo ausgezeichnet sind, wurden in Studien auf ihre Wirksamkeit und Verträglichkeit für Hautpatienten und Allergiker untersucht und von unabhängigen Gutachtern positiv bewertet.